# Mount Casey
Mount Casey är ett berg i Antarktis. Det ligger i Östantarktis. Nya Zeeland gör anspråk på området. Toppen på Mount Casey är 2 100 meter över havet, eller 366 meter över den omgivande terrängen. Bredden vid basen är 5,6 km.
Terrängen runt Mount Casey är bergig åt sydost, men åt nordväst är den kuperad. Trakten är obefolkad. Det finns inga samhällen i närheten.